# Дроветти, Бернардино
Бернардино Дроветти (итал. Bernardino Drovetti; 4 января 1776, Барбания, — 9 марта 1852, Турин) — итальянский авантюрист, наполеоновский консул в Александрии (1803—1814), неутомимый собиратель египетских древностей.
Уроженец Пьемонта, Дроветти c 18 лет служил во французской армии. За участие в Маренгском сражении и Египетском походе произведён в полковники. В 1803 году по инициативе Талейрана назначен дипломатическим представителем в Египте.
В течение последующего десятилетия Дроветти исколесил весь Египет в поисках древностей, не гнушаясь никакими средствами для их приобретения. Благодаря египтомании эпохи романтизма в Европе возник целый рынок древнеегипетских артефактов, основными поставщиками которых выступали Дроветти и его соперник-англичанин, Генри Солт. Он набрал штат талантливых сотрудников, среди которых был Фредерик Кальо; встречался в Александрии с Шампольоном.
В 1818 году Дроветти пытался реализовать свою древнеегипетскую коллекцию Людовику XVIII но, получив отказ, продал её наследному принцу Сардинии. На её базе возник Египетский музей в Турине. Часть его собрания осела в музеях Парижа и Берлина. В 1830 году Дроветти по состоянию здоровья вынужден был вернуться из Египта на родину. Последние годы жизни провёл в Турине.